# Černotín
Černotín är en ort i Tjeckien.   Den ligger i regionen Olomouc, i den östra delen av landet, 250 km öster om huvudstaden Prag. Černotín ligger 257 meter över havet och antalet invånare är 753.
Terrängen runt Černotín är platt åt sydost, men åt nordväst är den kuperad. Černotín ligger nere i en dal. Runt Černotín är det ganska tätbefolkat, med 58 invånare per kvadratkilometer. Närmaste större samhälle är Hranice, 3,2 km nordväst om Černotín. Trakten runt Černotín består till största delen av jordbruksmark.